# Yudai Tokunaga
Yudai Tokunaga (徳永 裕大 Tokunaga Yudai?), född 16 april 1994 i Hyōgo prefektur, är en japansk fotbollsspelare.
Tokunaga började sin karriär 2017 i SC Sagamihara. Han spelade 42 ligamatcher för klubben.